# Epicypta iumensis
Epicypta iumensis är en tvåvingeart som beskrevs av Lane 1954. Epicypta iumensis ingår i släktet Epicypta och familjen svampmyggor. Inga underarter finns listade i Catalogue of Life.